# جول ريزيه
جول ريزيه هو كيميائي زراعي، وسياسي فرنسي وُلد في 6 أكتوبر 1818، وكان عضوًا في أكاديمية العلوم الفرنسية، وتزوج جولييت ابنة تشارلز لوبيغ دي جيرميني، والذي كان وزيرًا للمالية وحاكمًا لبنك فرنسا. تُوفّي جول ريزيه في 5 فبراير 1896.

## نشأته وحياته
وُلد جول ريزيه في مدينة روان الفرنسية في 6 أكتوبر 1818، وكان أبوه هو جاك دي ريزيه شقيق الجنرال الفرنسي ماري أنطوان دي ريزيه، وكان لجول أخوين من جامعي الأعمال الفنية هما فريديريك وغوستاف دي ريزيه.
تزوج جول ريزيه من جولييت لوبيغ دي جيرميني ابنة تشارلز لوبيغ دي جيرميني، والذي كان وزيرًا لمالية فرنسا، وحاكمًا لبنك فرنسا.
اشترى جول ريزيه قلعة آرك لا باتاي لكي ينقذها من الدمار الكامل.
توُفّي جول ريزيه في باريس في 5 فبراير 1896.

## مسيرته المهنية

### المسيرة السياسية
انتُخب جول ريزيه ليشغل منصب عمدة بلدة أنيفيل سور سي، ومستشارًا عامًا لمقاطعة السين البحرية خلفًا لجورج لابيدويير.وفي 11 ديسمبر 1859 أصبح نائبًا في الهيئة التشريعية الفرنسية عن مقاطعة السين البحرية بعد أن حصل على أغلبية أصوات بلغت 15344 صوتًا مقابل 9266 صوتًا لمنافسه بواسون، و1668 لمنافسه بوبي. انضم جول ريزيه بعد ذلك إلى الأغلبية الأسرية وصوت لصالحهم في الانتخابات التشريعية إلى أن تقاعد واعتزل الحياة السياسية في عام 1863.

### المنجزات العلمية

#### تركيز ثاني أكسيد الكربون في الغلاف الجوي
بدأ جول ريزيه في جمع بيانات أكثر موثوقية حول تركيز غاز ثاني أكسيد الكربون في الغلاف الجوي بعد بضعة عقود كانت خلالها البيانات المتعلقة بتركيز ثاني أكسيد الكربون في الغلاف الجوي متضاربة للغاية، فجمع ريزيه في الفترة ما بين عامي 1872 و1879، العديد من البيانات بالقرب من بلدة دييب الفرنسية، مما مكنه من اقتراح قيمة متوسطة لتركيز ثاني أكسيد الكربون بلغت 294 جزء في المليون.
سمح انتظام هذه البيانات لكل من جاي ستيوارت كاليندار، وتشارلز كيلينغ باستخدام قياساته لتأكيد منحنياتهما الأولى التي توضح تطور تركيز ثاني أكسيد الكربون وارتباطه بالنشاط البشري.

## الجوائز والتكريمات
حظي جول ريزيه بالعديد من التكريمات والجوائز العلمية، ونال أوسمة وألقاب شرفية عدة، ومن بينها:
- لقب فارس وسام جوقة الشرف عام 1851.
- لقب ضابط وسام جوقة الشرف في عام 1868.[7]
- لقب قائد وسام سان غريغوار لو جراند.